# Kumsusanpaleis
Het Kumsusanpaleis van de Zon (Koreaans: 	금수산태양궁전, Geumsusan Taeyang Gungjeon) vroeger het Kumsusan Monumentaal Paleis (Koreaans: 금수산기념궁전) is een gebouw in het noordoosten van de Noord-Koreaanse hoofdstad Pyongyang dat dient als mausoleum voor Kim Il-sung, de grondlegger en eeuwig president van Noord-Korea en voor zijn zoon Kim Jong-il, die hem opvolgde als leider van het land.
Het paleis werd in 1976 voltooid en diende in die tijd als ambtswoning. Kim Jong-il renoveerde het gebouw na de dood van zijn vader (1994) en veranderde het in het mausoleum voor Kim Il-sung. In het paleis ligt Kim Il-sungs gebalsemde lichaam opgebaard in een glazen sarcofaag. Zijn hoofd rust op een kussen in Koreaanse stijl, met daarop de vlag van de Koreaanse Arbeiderspartij. Kim Jong-il ligt in een soortgelijke kamer, dicht bij die van zijn vader.
Kumsusan is het grootste mausoleum gewijd aan een communistisch leider en het enige waarin meerdere personen opgebaard liggen. Voor het paleis ligt een groot plein (500 meter lang), dat in het noorden en oosten aan een slotgracht grenst.

## Toegang en regels
Buitenlandse toeristen kunnen het paleis van binnen bezichtigen op donder- en zondagen, alleen als ze mee zijn met een officiële toer van de overheid. Nergens in het paleis mag worden gefotografeerd, gefilmd, gerookt of gepraat.
Het gebouw is toegankelijk via een voetgangerstunnel, die loopt vanaf een tramhalte aan de overzijde van de straat. Na binnenkomst worden alle bezoekers verzocht hun persoonlijke bezittingen achter te laten in de garderobe. Bezoekers bewegen zich dan verder over lange loopbanden.
In een lange hal staan twee witte stenen beelden van de Kims, badend in zacht rood licht. Bezoekers worden verzocht om te stoppen bij een gele lijn op de grond en na een paar momenten van bezinning worden ze naar een andere ruimte meegenomen. Deze kamer is voorzien van brons-achtige bustes van rouwende mensen. Ten slotte gaan de bezoekers met een lift naar de bovenste verdieping waar ze in groepjes van vier worden binnengelaten in de kamers waar vader en zoon opgebaard liggen. Er wordt daar gebogen aan het voeteneinde en de linker- en rechterzijde van de sarcofagen.